# Marcial Lalanda
Marcial Lalanda del Pino (Rivas-Vaciamadrid, 20 de septiembre de 1903-Madrid, 24 de octubre de 1990) (según reza en la lápida de sepultura, situada en el madrileño cementerio sacramental de San Lorenzo y San José) fue un matador de toros español, de la llamada "Edad de Plata" de la tauromaquia e inventor del pase de la Mariposa.
Después de una dilatada trayectoria como novillero, tomó la alternativa en la Real Maestranza de Caballería de Sevilla, el 28 de septiembre de 1921, junto a Juan Belmonte, que actuó como padrino, y de Manuel Jiménez "Chicuelo", que hizo de testigo. Su confirmación en la plaza de toros de Madrid tuvo lugar el 7 de mayo de 1922, tarde en la que resultó cogido de muerte el valenciano Manuel Granero.
La trayectoria profesional de Lalanda discurrió en lo que el historiador taurino Delgado de la Cámara denomina como la época del "gallismo renovado", por la influencia que dejó la forma de torear del malogrado José Gómez Ortega "Joselito el Gallo". De esta manera, bebió de la estética y la técnica del diestro sevillano al que consideró como "un dios profesional".

## Biografía
El torero Marcial Lalanda nació el 20 de septiembre de 1903 en una de las viviendas rústicas de la finca "El Porcal" (Vaciamadrid), conocida popularmente como la "Casa del Árbol": "la llamaban la Casa del Árbol porque tenía un olmo centenario que medía de dos a tres metros de diámetro". Era el nuevo hogar familiar través haber vivido en Barajas, El Escorial y el propio Madrid, al recibir su padre trabajo como mayoral del ganado situado en esta finca, propiedad de la azucarera de La Poveda.
De esta manera, y desde su infancia, el pequeño Lalanda tuvo contacto con el mundo taurino dado que, tan solo tres años, la familia se trasladó hasta Arganda del Rey para trabajar en el nuevo negocio familiar: una carnicería de carne de toro de lidia, cuyas carnes las compraba el padre de Marcial procedente de las novilladas que se celebraban en los pueblos del valle del Tajuña.
Además de esto, el ambiente taurino estaba ampliamente desarrollado en la familia Lalanda. Y es que, el padre de Marcial, antes de dedicarse a la industria cárnica había sido mayoral en la finca de toros bravos que el ganadero Enrique Gutiérrez tenía en Salamanca así como la de Ildefonso Gómez, en El Escorial, donde fue "celoso encargado y cuidador". Un trabajo que desempeñó también en la antigua plaza de toros de Fuente del Berro, como mayoral durante la gestión empresarial de Perico Niembro.
Sin embargo, la vocación como torero de Marcial Lalanda la señala el periodista catalán Liviano Ruvenat quien dice cómo se hizo torero por seguir el ejemplo de sus dos hermanos, Eduardo y Martín Lalanda, banderillero y novillero, respectivamente. El mayor de sus hermanos, Eduardo, precisamente acabará formando parte de la cuadrilla de Marcial después de su alternativa.
El ambiente taurino, además, lo tuvo en otras esferas de su ámbito familiar: su abuelo había sido mayoral y administrador de la ganadería del duque de Veragua durante más de treinta años y su primo Pablo Lalanda, matador de toros y con el que compartió cartel durante los primeros años de su carrera.
En una entrevista antes de su muerte, Lalanda expresó de forma metafórica su particular visión sobre la tauromaquia, la cual describió de la siguiente manera:

Debe ser técnico, donde la aritmética ha de tener un papel fundamental, poniendo en juego, como un supuesto cálculo de sumas y restas, la exactitud de los terrenos y los tiempos, e inteligentemente lograr la solución de los problemas, teniendo como resultado la perfección de la faena.

## Becerrista
La primera experiencia como torero de Marcial Lalanda fue el 24 de junio de 1913, cuando solo contaba con nueve años de edad. En esta ocasión se enfrentó con una becerra en la finca salamantina "Aldea nueva", propiedad del ganadero Luis Baeza. Sin embargo, el Heraldo de Madrid, el 13 de mayo de ese mismo año, lo relaciona como sobresaliente en una novillada en Quintanar de la Orden, donde estaba anunciado Gregorio Taravillo "Platerito" con reses de Mariano Arroyo.

### Temporada 1914
En 1914 se iniciaba la carrera profesional como torero de Marcial Lalanda. En este año, conseguía como apoderado a don José Zabala, a quien "ha concedido poderes de representación". El 8 de noviembre será cuando tenga lugar su primera comparecencia en público como becerrista, en un festejo organizado a beneficio de la construcción de un centro escolar, y en la que se anunciaron los hermanos Lalanda - Martín, Eduardo y Marcial - con toros de la ganadería de Salvador Arroyo. En esta ocasión, el primer becerro "se jugó para el niño Marcial Lalanda". El resultado artístico, según el cronista, no fue el idóneo puesto que los dos hermanos "Lalandas quedaron mal, y también el ganadero". Sin embargo, el debutante consiguió salir a hombros en su primera comparecencia con público:

En primer término se lidió una becerra, que resultó brava, á la que el niño de onces años, Marcial Lalanda, veroniqueó en varios tiempos y pareó regularmente. Con la muleta hizo una labor regular y dió muerte á la res de dos pinchazos en hueso y una estocada.

El niño cortó la oreja, dió la vuelta al rueda y devolvió prendas. Al terminar la corrida fué llevado hasta la fonda en hombros.

### Temporada de 1915

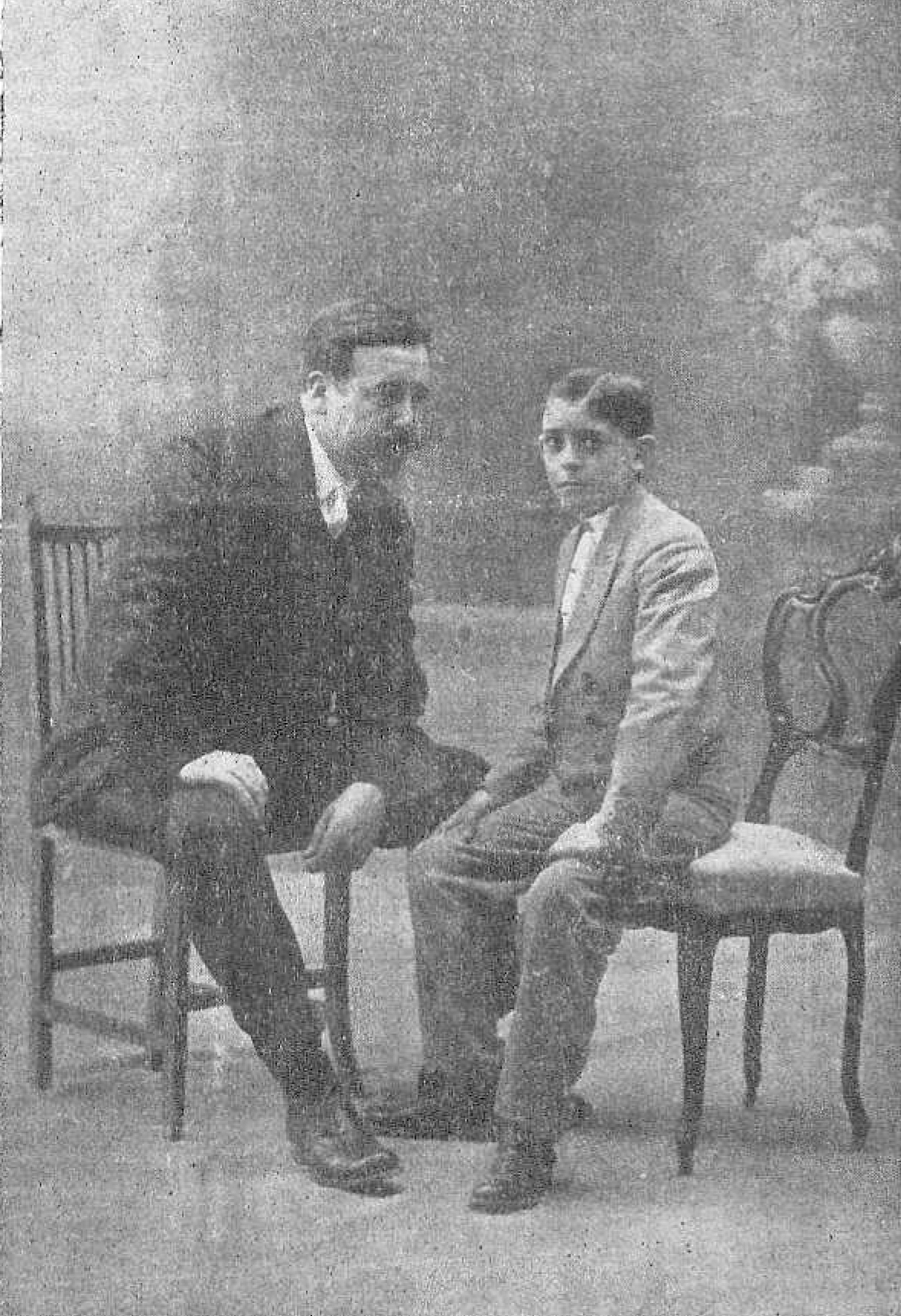
El torero Marcial Lalanda, de niño, en 1915, junto a su padre

La revista taurino-satírica Kafé kon media publicó ese año un artículo del cronista Álvaro Arias "Don Justo" en el que realizaba una breve semblanza sobre el niño Lalanda titulado: "Otro niño prodigio: uno que puede ser el Papa":

Pues este muñeco de carne y hueso torea con tal gracia y arte, banderillea y se echa la escopetita la a cara, una monada de estoque que le ha regalado un amigo toledano, que os deja un rato en suspenso y os hace exclamar asombrados: ¡Pero es posible!

Este niño prodigio no desconoce hoy suerte alguna; es más, ejecuta algunos pases de muleta y quites exclusivamente suyos, de mucho efecto y vistosidad.

El fenomenillo Lalanda no se limita sólo a torear de salón, no. Este nene ya ha trabajado algunos públicos, entre ellos el de Toledo, que lo quiere con entusiasmo, despachando algunos becerrillos; pues como ustedes comprenderán aún no le ha llegado el momento de entendérselas con toros cinqueños.

Fue en este año, el 8 de agosto, cuando toreó por primera vez en la plaza de toros de Madrid. No fue dentro de una becerrada sino en un espectáculo popular, un festival, que estuvo organizado por la Sociedad de Industriales del Calzado y en el que destacaron por su labor los jóvenes becerristas Eladio Amorós y Marcial Lalanda, que recibió una gran ovación por parte del público asistente.
En el mes de septiembre hacía su presencia Lalanda en la plaza de toros de Carabanchel, donde mató dos becerros dentro de la corrida de Olea que lidiaron Ángel Pérez "Boli", "Machaquito II" y "Chatillo de Baracaldo". Días después, el 22 de septiembre, hacía también lo propio en Talavera de la Reina (Toledo), toreando antes de la corrida en la que se anunciaron Mazzantinito, Flores y Platero;
En octubre, comparecía en Colmenar Viejo donde mató Lalanda dos novillos de Lorente, haciendo "prodigios con capote y muleta, entre ovaciones, metió dos estocadas, obtuvo oreja y fué llevado en hombros hasta la fonda".

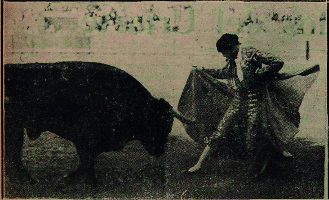
Marcial Lalanda ejecutando el pase de la mariposa, un lance de capote creado por él, en la plaza de toros de Sevilla en 1924

## Matador de toros
Lalanda tenía los pies planos, no tenía la menor clase, hacía todas las suertes con un barroquismo forzado del todo mediocre...Y sin embargo fue una gran figura del toreo. Una figura intocable e indiscutible.

Marcial Lalanda está considerado como una de las figuras principales de lo que la historigrafía taurina ha denominado como Edad de Plata del toreo (1920-1936), la época de la tauromaquia que va desde la muerte de Joselito el Gallo y hasta el inicio de la guerra civil española; y en la que estuvieron integrados, además de Lalanda, toreros como Domingo Ortega.

### Alternativa
El 28 de septiembre de 1921 el torero madrileño Marcial Lalanda tomaba la alternativa. Con motivo de la feria de San Miguel, en la plaza de toros de Sevilla, se organizó un festejo benéfico, para recaudar fondos para el hospital de sangre para heridos en África, y en el que estuvieron anunciados los toreros sevillanos Juan Belmonte y Manuel Jiménez "Chicuelo", completando la terna el novillero Lalanda, que se convertiría en matador de toros. Para la ocasión se reseñaron toros de la ganadería de Rafael Surga, que se lidiaban con divisa celeste y encarnada. 
Con motivo del carácter extraordinario del festejo, la "plaza estaba adornada, y el redondel ostentaba un tapiz en el que se destacaba el escudo de España". Además, para la ocasión, el palco real de la plaza, estaba presidido por los infantes Carlos de Borbón-Dos Sicilias y Luisa de Orleans. Asimismo, las mujeres acudieron con mantilla española a presenciar el festejo, el cual causó gran expectación entre la afición hispalense, especialmente por la alternativa de Lalanda:

La expectación de presenciar sus faenas es enorme en el público sevillano, que desde hace días discute con apasionamiento en tertulias y colmados sobre las aptitudes y méritos de Marcial.

El primer toro de la tarde, Pichuchi, número 42 y de capa negra, fue recibido por Lalanda con "seis verónicas muy ceñidas, que aplaude el público". Cumplió el toro en el caballo, recibiendo hasta tres varas y, en el último tercio, "Belmonte, con el ceremonial de costumbre, cede los trastos a Marcial", quien a continuación inició su faena "con un magnífico pase por alto y dos naturales inmejorables". Al tercer pase, "el toro hace un extraño y el matador se libra con vista. En cuanto logra que iguale el toro, entra Marcial como una bala y da una estocada corta, que mata sin puntilla". Tras echarse la res, el público premió la faena con una ovación enorme.
En el tercer toro, como es costumbre, Lalanda devolvió los trastos a su padrino, Juan Belmonte; y esperó la salida del sexto para lidiar el último de su lote. En esta ocasión, un toro ensabanado, "bonito ejemplar". El torero de Madrid lancéo al   animal con cinco verónicas y, durante la faena de muleta, anduvo regular, rematando con un pinchazo y dos descabellos.

### Temporada 1930

#### Encerrona en la plaza de toros de Toledo
Uno de los principales acontecimientos de Marcial Lalanda en la temporada de 1930 fue la encerrona que realizó, con seis toros de la ganadería del marqués de Albaserrada, en la plaza de toros de Toledo. Un acontecimiento que se devino también en social, con un gran reclamo de la afición que se trasladó hasta la ciudad imperial para la ocasión:

De Madrid llegaron a Toledo muchos trenes atestados de aficionados. En automóviles y camiones fueron a la imperial ciudad multitud de personas. La animación era extraordinaria. A la corrida asistió Buster Keaton, el popular actor cinematográfico, acompañando a las hermanas Norma y Natalia Talmadge.

Durante el paseíllo el público ovacionó fuertemente al torero madrileño, "no decayendo éste [entusiasmo] en toda la tarde que ha sido verdaderamente triunfal para Marcial Lalanda". En el primero de la tarde consiguió cortar una oreja tras una faena completa en la que el diestro se atrevió a banderillear de poder a poder. El momento álgido, sin embargo, llegó con el cuarto albaserrada de la tarde:

Veroniquea templando. En quites hace uno de rodillas. Luego lo torea de frente por detrás. Con la muleta comienza con dos pases altos enormes; sigue con otros naturales, metiéndose en los terrenos del toro y alegrándolo mucho. Se arrodilla y acaricia los pitones y las orejas del bicho. Gran entusiasmo. Media estocada lagartijera y descabello a pulso.

El público lo premió con una gran ovación a la que le sucedieron la concesión de dos orejas y el rabo. Anduvo menos acertado en los dos restantes que le quedaban, mostrándose agotado en el sexto; aunque no fue eso impedimento para que la afición lo sacara en hombros al terminar el festejo.

## Actor

### Gloria que mata(1922)
Marcial Lalanda compartió cartel con el malogrado torero Manuel Granero el 7 de mayo de 1922, tarde en la que Lalanda confirmó su alternativa en la plaza de toros de Madrid y el toro Pocapena le causó la cornada mortal al torero de Valencia. Por esta razón el director Rafael Salvador se interesó en Lalanda para completar el reportaje realizado en honor de Granero, titulado Gloria que mata (1922).
Se trata de un documental en el que participaron además del torero madrileño el también el diestro sevillano Manuel Varé "Varelito" y Consuelo Granero. El contenido de este film realiza una recreación de la infancia y adolescencia de Granero, además de incluir imágenes del entierro del diestro. Según Carlos Aguilar, "un film célebre en su día, y dividido en cinco partes".

### Viva Madrid que es mi pueblo(1928)

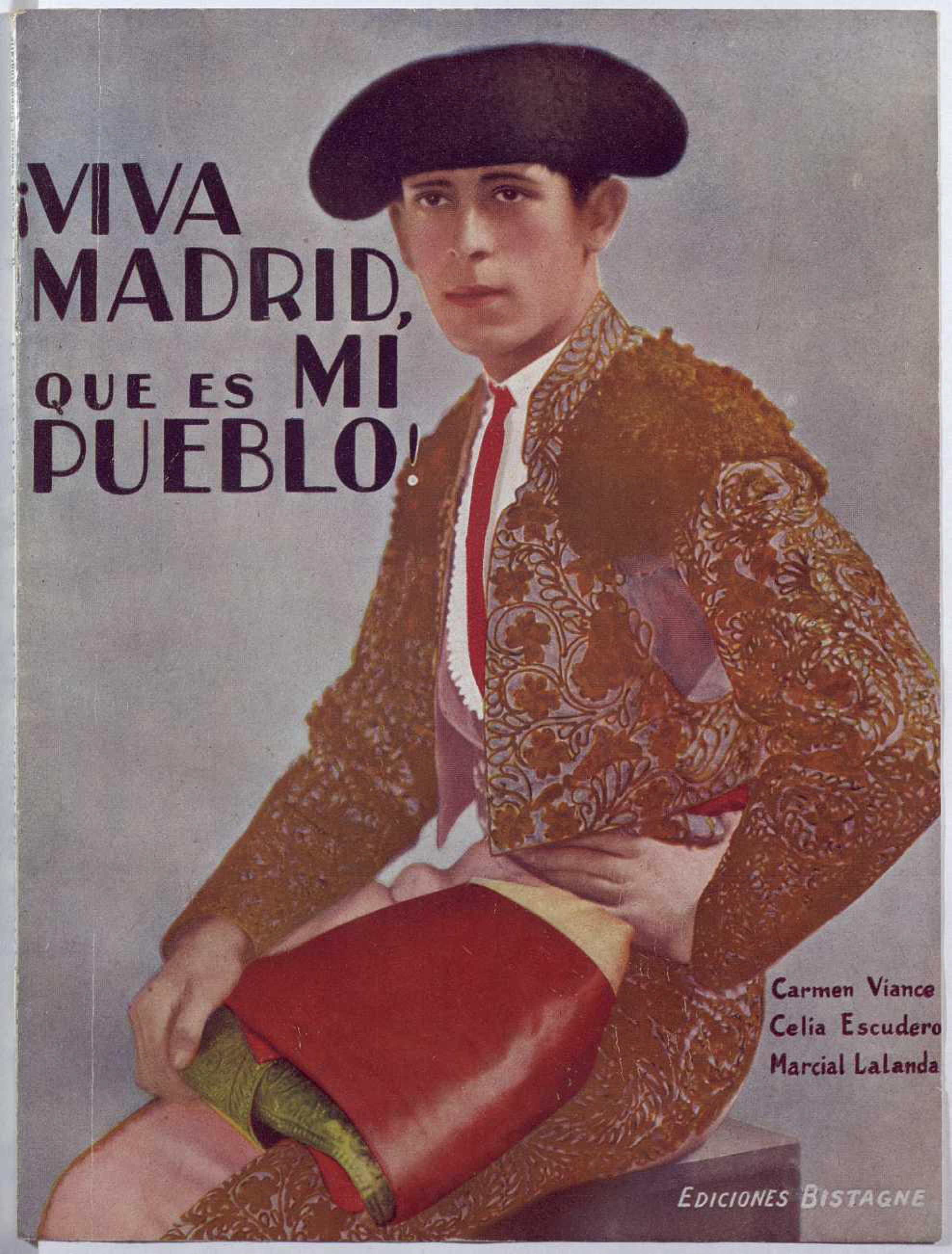
Portada de la novela cinematográfica ¡Viva Madrid, que es mi pueblo! (1928), basada en la película homónima de Fernando Delgado

En 1928, Marcial Lalanda hace una incursión en el mundo del cine protagonizando la película ¡Viva Madrid que es mi pueblo! (1928) y que fue dirigida por Fernando Delgado de Lara. En la película interviene Lalanda no solo como actor principal, en el papel de Luis Romero, sino que además participó directamente como guionista; incluso como productor, financiando parte de los costes de la misma.
El crítico de cine español Carlos Aguilar incluye una breve descripción de la película en su conocido libro Guía del cine, en el cual manifiesta el importante papel que desempeñó Marcial Lalanda desde el punto de vista interpretativo:

A pesar de que el título era una frase de una famosa copla flamenca, la obra no fue la españolada acostumbrada. Supuso que el conocido torero Marcial Lalanda, influenciado por Joselito, incorporase un papel protagonista y lo hiciera convincentemente, pese al recelo inicial. Esta historia popular fue uno de los mayores éxitos del cine mudo español y en su estreno llegó a eclipsar a Alas de William Wellman, que acababa de ganar varios Óscars.

Lalanda sirvió, asimismo, de imagen publicitaria para algunas publicaciones relacionadas con la película, como la novela cinematográfica publicada por la editorial Bistagne. En este pequeño libro, donde Marcial Lalanda aparece en la portada vestido de luces en el papel de Luis Romero, se desarrolla de forma literaria el contenido argumental del film.

### Antología taurina(1972)
El historiador y periodista taurino Rafael Campos de España realizó en 1972 un documental titulado Antología taurina donde se recuperaba la memoria de la tauromaquia de los dos primeros tercios del siglo XX. Un documental en el que aparecían los testimonios e imágenes de toreros como Juan Belmonte, Carlos Arruza, Luis Miguel Dominguín o el propio Marcial Lalanda.

## El Montepío de Toreros
El Montepío de Toreros, asociación benéfica destinada al sufragio de los costes médicos de los toreros heridos, estuvo regido por el torero Marcial Lalanda desde 1924 hasta su desparición en 1977. Así, fue considerado como "el alma de la asociación y su defensor más firme".

## Pasodobles
- Marcial Lalanda (1930), compuesto por Estanislao Saura y Federico Barea.
- Marcial, eres el más grande (1932), compuesto por José María Martín Domingo y José Ibarra Llorente.

### Marcial, eres el más grande

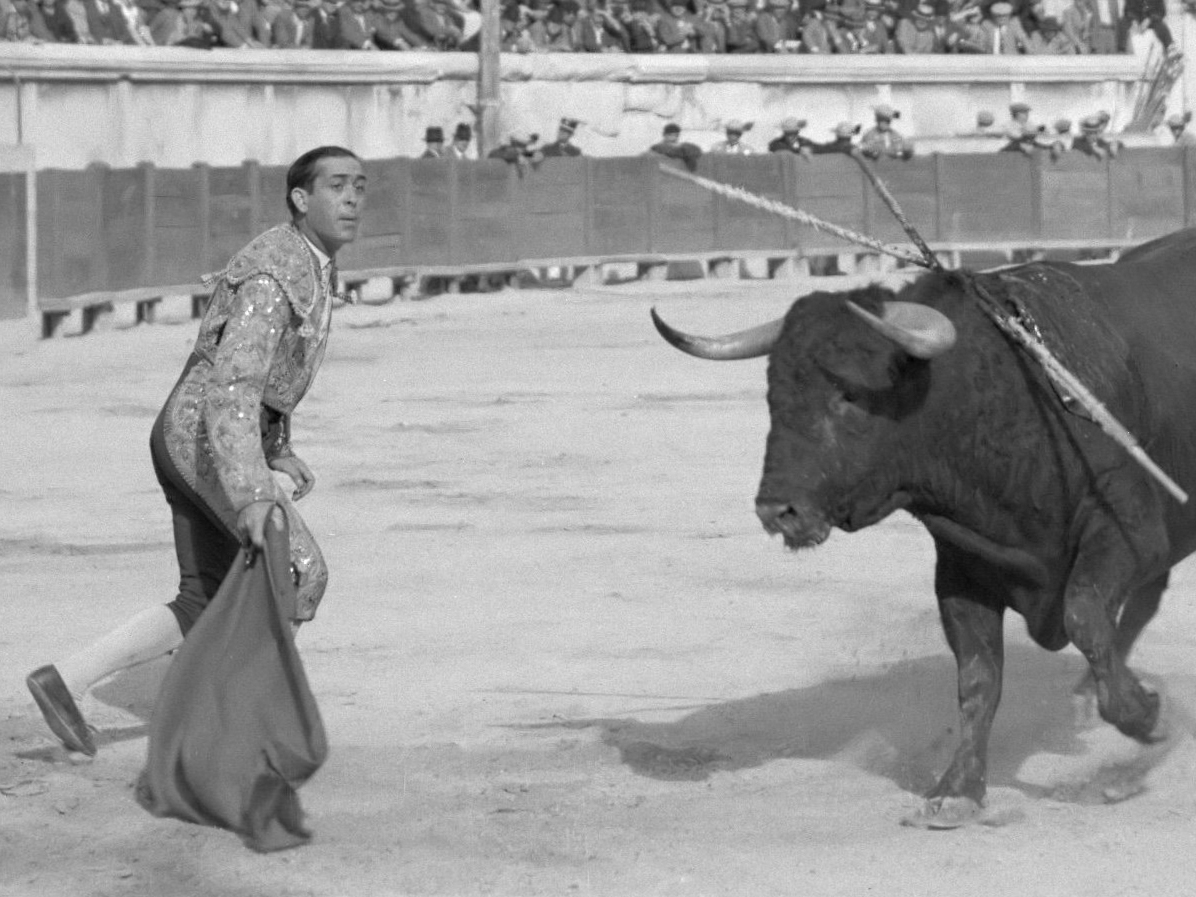
Marcial Lalanda toreando en 1935.

A Lalanda se dedicó el conocido pasodoble Marcial, eres el más grande, del maestro Martín Domingo, uno de los más populares y más interpretados en las plazas de toros durante las faenas, y en las fiestas de los pueblos de toda España.
Precisamente, su interpretación en la plaza de Las Ventas de Madrid, recién acabada la Guerra Civil, dio lugar a que en adelante ya no sonara ninguno más en la plaza de la capital, pues, tras tocarse con una buena faena suya, realizó a continuación Domingo Ortega otra faena soberbia pero no sonó ningún pasodoble, provocando la ira de sus partidarios, que se enzarzaron con los de Lalanda. 
Hubo tal desorden público en los tendidos que las autoridades decidieron que ya no se tocara ningún pasodoble en la plaza de Madrid, lo que se mantiene en la actualidad.